# Манго-Манго
«Ма́нго-Ма́нго» — советская и российская рок-группа, основана 1 апреля 1987 года. Лидер, вокалист и единственный бессменный участник — Андрей Гордеев.

## История
Группа была основана вокалистом Андреем Гордеевым, 1 апреля 1987 года. Первый альбом под названием «Источник наслаждения» вышел в 1995 году. В 1997 году «Манго-Манго» принимает участие в трибьют-вечере «Сюрприз для Аллы Борисовны» в СК «Олимпийский» с песней «Балет», которая затем издаётся на трибьют-альбоме «Сюрприз от Аллы Пугачёвой».
30 мая 1999 года группа приехала с концертом в Минск на праздник пива под открытым небом, но их зрители после многочасового выступления вынуждены были убежать в метро от грозы, спровоцировав смертельную для 53 человек давку.
Пик популярности группы выпал на 1999—2000 год. «Аквалангисты» — самая известная песня того периода.
3 июня 2013 года группа участвовала в передаче «Живые» Семёна Чайки в эфире радиостанции «Наше Радио».
29 апреля 2017 года в передаче «Воздух» с Михаилом Марголисом на «Нашем Радио».

## Состав

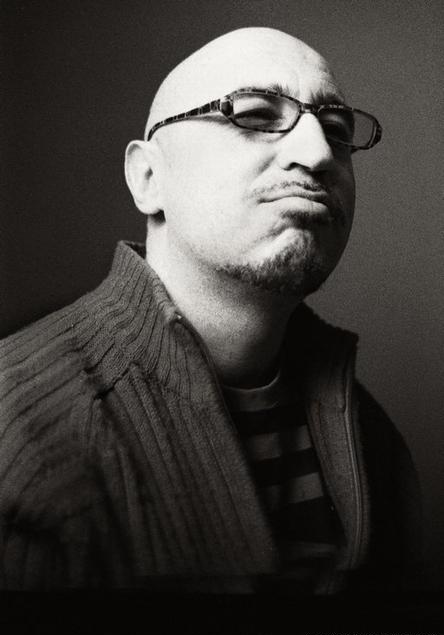
Лидер группы
Андрей Гордеев

### Текущий состав
- Андрей Гордеев — вокал, автор, аранжировки (1987—1991, с 1994)
- Александр Дронов — клавишные, аранжировки (с 2004)
- Виктор Анисимов — ударные и перкуссия (с 2007)
- Олег Мишин — гитара (с 2009)
- Екатерина Непрук — бас-гитара (с 2017)

### Бывшие участники
| №   | Имя Фамилия          |                                                                       | Годы      |
| --- | -------------------- | --------------------------------------------------------------------- | --------- |
| 1.  | Николай Вишняк       |                                                                       | 1987—1991 |
| 2.  | Алексей Аржаев       |                                                                       | 1987      |
| 3.  | Владимир Корешков    |                                                                       | 1987—1991 |
| 4.  | Андрей Чичерюкин     | ударные, маримба                                                      | 1987—1989 |
| 5.  | Александр Надеждин   | бас, акустическая гитара                                              | 1989—1991 |
| 5.  | Александр Надеждин   | бас, акустическая гитара                                              | 1994—2008 |
| 6.  | Сергей Галкин        | клавесин                                                              | 1989—1991 |
| 7.  | Владимир Кузьмин     | литавры                                                               | 1989—1991 |
| 8.  | Вадим Шевкопляс      | саксофон                                                              | 1989—1991 |
| 9.  | Владимир Поляков     | гитара, аранжировщик, звукорежиссёр и продюсер первых 3-х СD-альбомов | 1994—1999 |
| 10. | Константин Шуваев    | ударные                                                               | 1994      |
| 11. | Леонид Гусев         | ударные                                                               | 1994      |
| 12. | Александр Лучков     | клавишные, мандолина, скрипка                                         | 1994—1999 |
| 13. | Александр Соломатин  | барабаны                                                              | 1995—2000 |
| 14. | Александр Бочагов    | гитара                                                                | 1995—2008 |
| 15. | Владислав Волков     | ударные                                                               | 1995—2008 |
| 16. | Павел Рейес-Любушкин | клавишные                                                             | 1999—2002 |
| 17. | Павел Шевелев        | кларнет                                                               | 1999      |
| 18. | Владислав Сенчилло   | клавишные                                                             | 2002—2003 |
| 19. | Михаил Галутва       | ударные                                                               | 2009—2011 |
| 20. | Василий Дронов       | бас                                                                   | 2009—2017 |

## Дискография

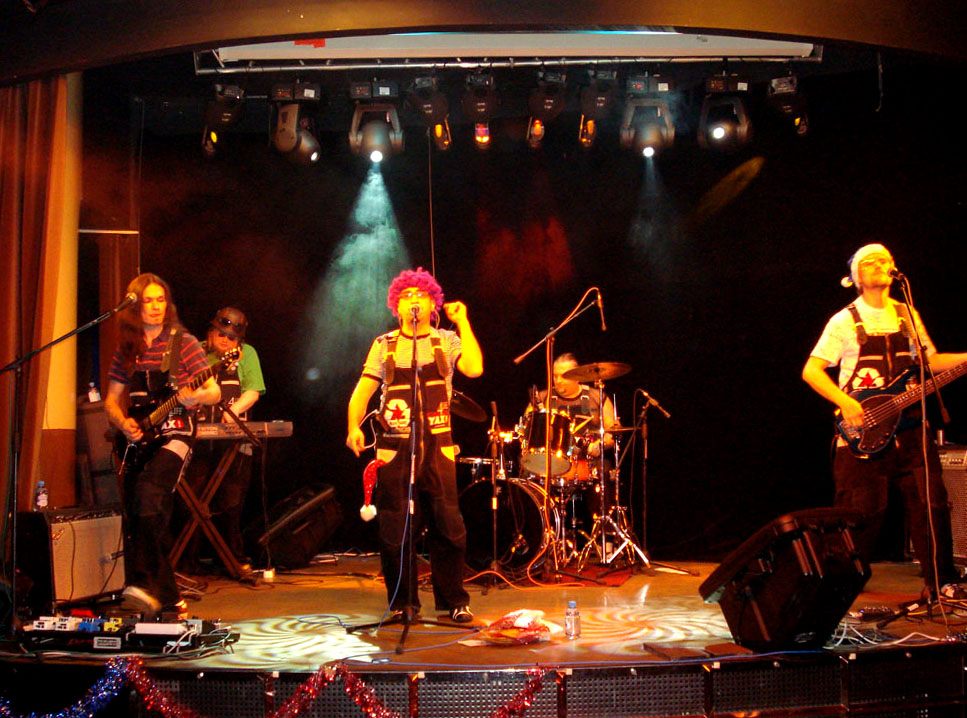
Группа «Манго-Манго», 2008 год

### Альбомы
- Источник наслаждения (1995, лейбл «Элиас Рекордс»)
- Полный Щорс (1997, лейбл «RDM»)
- Люди ловят сигналы (1999, лейбл «Extraphone»)
- Человеку хорошо (2001, лейбл «Мистерия звука»)
- Кальмары прямо не плывут (2004, лейбл «Никитин»)
- Сегодня (2014, лейбл «Юрга Рекордс»)

### Синглы
- Кальмары (2004, «Никитин»)
- Золото (2009, «RDM»)
- Дальнобойная (2017 «Tunecore»)
- Принцесса (2018, «GMC»)
- Крошки для мошки (2019, "GMC")

### Сборники
- The Best однако (2000, «RDM»)
- MP3 Коллекция (2006, «RDM»)
- Любимые песни.RU (2008, «RDM»)

## Клипы
- Космонавты (1995, режиссёр Александр Солоха)
- Пули (1996, режиссёр Вадим Кошкин)
- Аквалангисты
- Южная
- Руки твои
- Тарантелла
- ДМБ
- Раненый беркут (1998, режиссёр Андрей Новоселов)
- Щорс
- Золото (2009, режиссёр Андрей Гордеев)
- Колобок (2009, режиссёр Андрей Гордеев)
- Химия (2010)
- Тачка (2011, режиссёры Андрей Гордеев, Дмитрий Петров)

- Новый год и белка